# 三星Galaxy S5
Samsung Galaxy S5是韓國三星電子於2014年推出的新一代旗艦型智慧型手機，是Samsung Galaxy S系列的第五代。在2014年2月24日在西班牙巴塞罗那举行的全球移动通讯大会上發佈。
Android操作系統的旗艦級高價智能手机，作為它的前一代三星Galaxy S4的繼承機型。主要競爭對手為HTC One (M8)，同期競爭尚有Sony Xperia Z2、LG G3、iPhone 5S。

## 发布
Galaxy S5在2014年2月24日西班牙巴塞罗那举行的全球移动通讯大会上發佈。三星移动业务副总裁李永熙在2014年1月的访谈中，谈到新一代的Galaxy Gear智能手表将会与Galaxy S5一同推出。同年4月11日在150個國家開賣。

## 銷售情況
Galaxy S5南韓開賣銷售情況約為每日7,000支，比過去Galaxy S4的開賣每日銷售8,000支，以及SAMSUNG Galaxy S4 LTE-A的開賣每日銷售上萬支稍低。

## 规格
- 中央處理器（CPU）：Qualcomm Snapdragon 801 2.5GHz四核心處理器或Samsung Exynos 5422 四核2.1GHzA15＋四核1.5GHzA7
- 螢幕規格：5.1吋 Full HD Super AMOLED螢幕
- 作業系統：Android 4.4.2 KitKat（可升級至Android 6.0.1）
- 電池容量：2800mAh 可拆換電池
- 相機：1600萬畫素主相機（支援4K錄影）、前置鏡頭200萬畫素
- USB：Micro B（與三星Galaxy Note 3屬同款，為同廠僅有兩種支持USB 3.0的非Type-C插智能手機）
- 記憶體：內建2GB RAM，16GB ROM，支援外接microSD至128GB
- 特殊功能：心率感应器、Selective Focus, 0.3秒對焦、4G LTE、NFC、IP67防塵防水
- 機身顏色：黑、白、藍、金
- 尺寸：142 x 72.5  x 8.1 mm、145公克
- 彷羊皮卷

## 功能
- 高速自動對焦：0.3秒自動對焦
- HDR（飽滿色調）：在明暗反差大的環境或拍攝主體於陰暗位的情況下，只要啟動飽滿色調（HDR）功能，在拍攝一刻，即可預覽在鏡頭下的自然光線及色彩，影像色彩更鮮明、逼真。
- Selective Focus對焦選擇：「可選的焦距」功能讓您拍攝後選擇對焦效果, 把焦點落在選定的物件範圍，同時把背景作模糊化處理，突出主體，形像更鮮明清晰。
- 心跳感應器：GALAXY S5內置心率感應器，憑電話即可直接檢測心率數據。
- S Health v3.0：強化了的S Health應用程式協助每日保持健康體魄。GALAXY S5制訂健身目標及計劃，除了計步器外，S Health 還會為你監察你的步行距離、卡路里、速度、持續時間等訓練狀況。Google 地圖追蹤功能, 距離及時間紀錄，卡路里燃燒紀錄。
- 下載加速器：藉著同時啟動Wi-Fi及LTE數據連接,網絡聯繫速度即時提升約80至90%。
- MIMO(多重輸入／輸出)：支援第五代Wi-Fi 802.11ac及2x2 MIMO，利用兩組Wi-Fi天線令速度加倍。
- IP67抗水防塵：完全防止灰塵進入及允許短暫抵抗於1米水深浸沒30分鐘。

## 評價

### 正面
- 在中國商城天貓中，三星Galaxy S5除了物流服務快以外，手機本身得到「操作簡單」、「介面漂亮」、「螢幕清晰」等評價。照相機像素相比Galaxy S4的1300萬像素多了300萬像素。
- 香港消委會針對不同型號手機進行了研究，指出在過去以最高亮度串流影片，再充電使用，發現三星Galaxy S5的電池續航能力表現最佳，平均可用9.5小時。

### 負面
- 有Mobile01論壇網民批評「S5造型醜、功能了無新意」，「防水功能是抄襲SONY的」、並批評偵測心跳功能毫無用處[6]。
- 诺基亚在Twitter上发布了一張寫著“Not the SAMESUNG”（意思为一样的毫无新意）的圖片，嘲笑S5了无新意[7]。
- 香港東方日報評論認為S5沒配備WQHD顯示屏，令新的處理器「無用武之地」，其他規格也「沒甚驚喜」，改用快速充電技術的傳言也落空，「甚至連不少日系手機擁有的無線充電功能也欠奉」。評論指三星S4 Active早已是防水防塵手機，其實並沒新意。[8]
- 福布斯評論指S5它沒採用金屬機身而繼續用塑膠「讓用家失望」，S5的操作介面面對競爭對手的全新iOS 7，卻沿用Touchwiz，未見有大改變。[9]
- 有YouTube頻道對Galaxy S5進行撞擊測試時，電池突然膨脹並隨即爆炸，洩出不明氣體、燻黑手機[10]。
- 新浪網評論指「S5內置的心率傳感器的功能事實上任何配備相機和閃光燈的設備都可以提供，傳感器與很多第三方應用沒有太多區別，沒有驚喜，而且讀數不超過5BPM，沒有任何實際意義[11]。
- engadget評論指心率感測器並不是每一次的測量都成功，喝酒後測量更難而測出心率，但測量並不精準，「拿來玩玩當作參考就好」。[12]
- 在天猫商城負面評價包含「指紋感應不靈敏」、「外觀普通」、「相機较卡」等。